# Oberkirche St. Nikolai

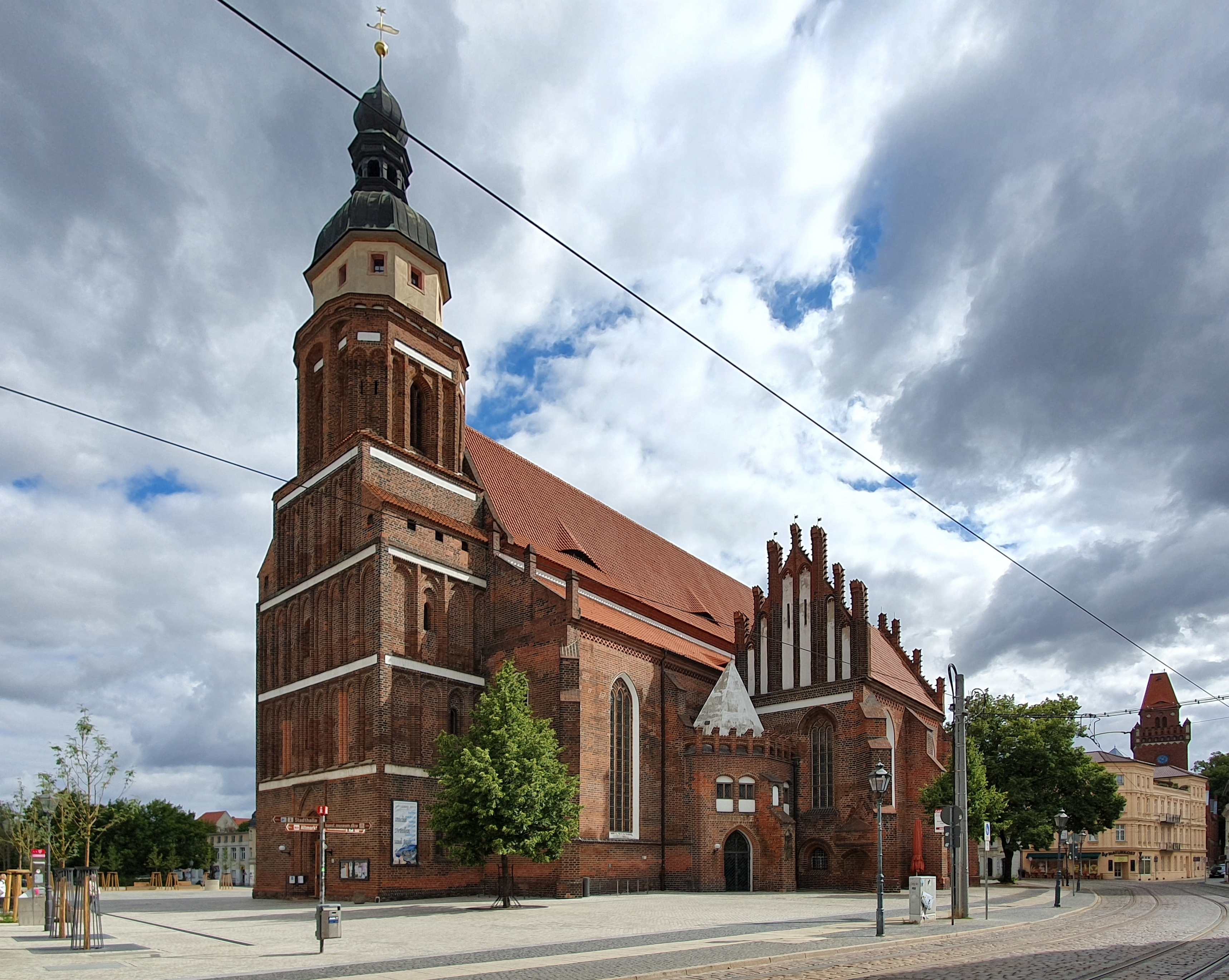
Pfarrkirche St. Nikolai (Oberkirche) nach Erneuerung des Kirchenvorplatzes (2019)

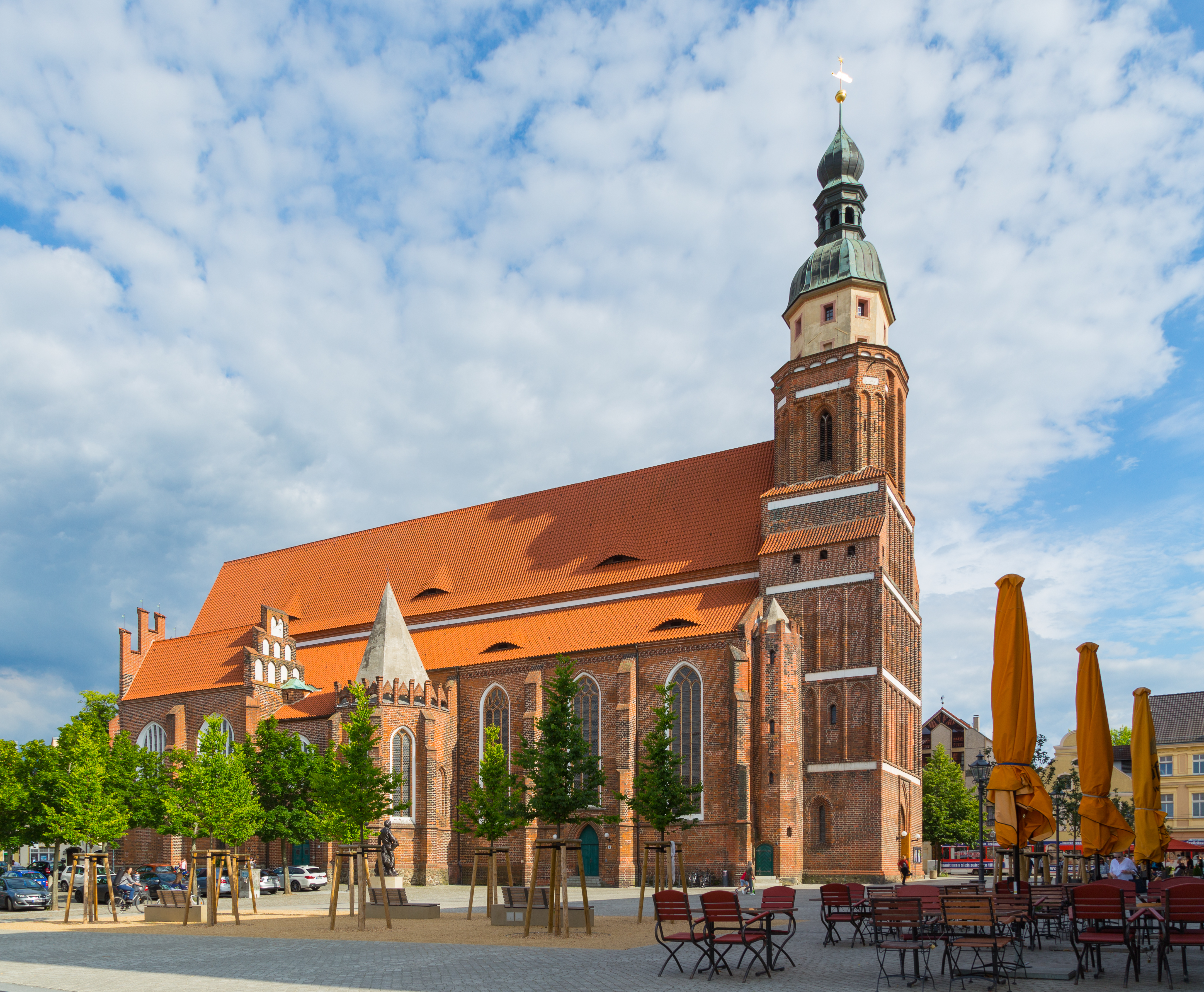
Ansicht der Kirche von Norden (2020)

Die Oberkirche St. Nikolai (niedersorbisch Wuša cerkwja) ist eine spätgotische Backsteinkirche in Cottbus in Brandenburg. Die Kirche steht am Oberkirchplatz und der Sandower Straße in der Nähe des Altmarktes. Das Bauwerk ist die größte mittelalterliche Kirche in der Niederlausitz, sie steht seit den 1970er Jahren unter Denkmalschutz. Die Oberkirche St. Nikolai dient der Kirchengemeinde St. Nikolai Cottbus im Kirchenkreis Cottbus der Evangelischen Kirche Berlin-Brandenburg-schlesische Oberlausitz. Sie wurde früher auch als Deutsche Kirche (Nimska cerkwja) bezeichnet.

## Geschichte

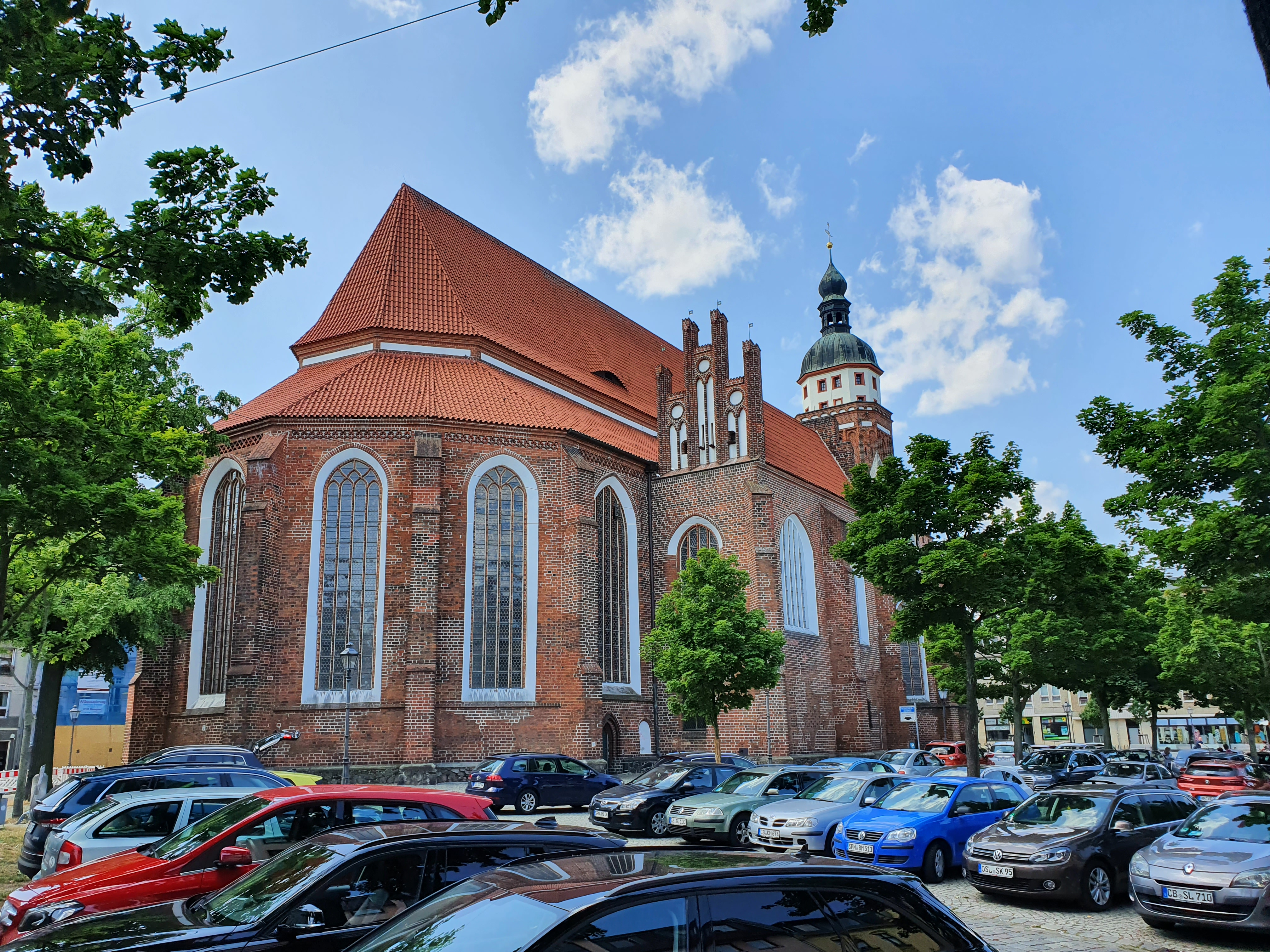
Ostschluss des Chors (2023)

Eine Kirche am Standort der Oberkirche St. Nikolai ist bereits seit dem Jahr 1156 urkundlich belegbar, womit diese die früheste schriftlich erwähnte Kirche der Niederlausitz ist. Bei den Renovierungsarbeiten im Jahr 1910 wurden Fundamentreste einer Saalkirche aus der zweiten Hälfte des 13. Jahrhunderts gefunden. Der untere Teil des Westturms wurde Ende des 14. oder Anfang des 15. Jahrhunderts gebaut und war vermutlich noch Teil dieses früheren Baus. Die Baugeschichte der Oberkirche St. Nikolai ist nicht ganz eindeutig. Baubeginn war wohl in der ersten Hälfte des 15. Jahrhunderts mit dem Altarraum.
Die Hallenkirche im Stil der Backsteingotik hatte ihren Baubeginn vermutlich noch vor Mitte des 15. Jahrhunderts, wurde aber erst im 16. Jahrhundert fertig gestellt. Die Sakristei als zweigeschossiger Anbau und der daran anschließende Treppenturm entstanden an der Nordseite der Kirche kurz nach Fertigstellung des Chors, danach wurden die vier westlichen Joche der Langhauswände gebaut. Während der Bauphase kam es im Jahr 1468 durch einen Stadtbrand zu Beschädigungen an dem Bauwerk. Danach wurde das Mittelschiff teilweise umgestaltet und die Kirche als Pseudobasilika umgebaut. Die querhausartigen Anbauten an beiden Seiten waren Teil des ursprünglichen Bauplans und wurden später ausgeführt. Anfang des 16. Jahrhunderts wurde die Kirche eingewölbt und der zuvor viergeschossige Turm um ein weiteres aufgestockt. Im Jahr 1537 wurde die Kirche im Zuge der Reformation evangelisch. Um die hervorgehobene Stellung der Nikolaikirche gegenüber der benachbarten Klosterkirche, die der Nikolaikirche unterstellt war, hervorzuheben, erhielt sie im Jahr 1572 die zusätzliche Bezeichnung „Oberkirche“. Die Klosterkirche wurde entsprechend auch als „Unterkirche“ bezeichnet. Der achteckige Aufsatz mit Schweifhaube, Laterne und Zwiebelturm wurde 1685 aufgesetzt.

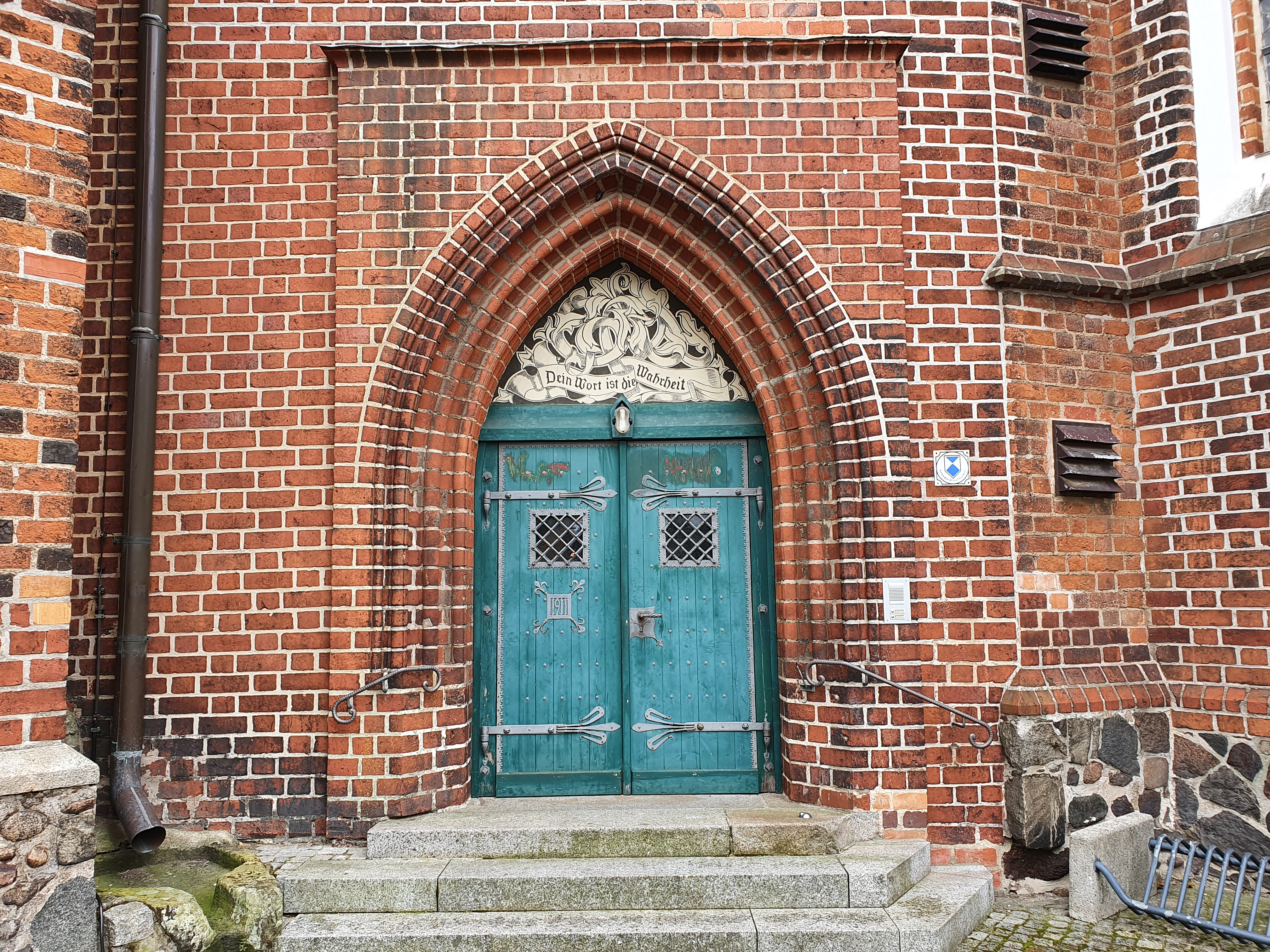
Nördliches Eingangsportal, die Eingangstür ist auf die Renovierung im Jahr 1911 datiert (2022)

In den Jahren 1891 und 1892 erfolgte eine umfassende Sanierung des Innenraumes der Kirche. Im Jahr 1896 stürzte das Dach über dem Chor ein und Anfang des 20. Jahrhunderts stürzten Teile des Mauerwerks auf den Vorplatz. Daher fand in den Jahren 1910 und 1911 eine weitere umfassende Sanierung statt, auf diese Maßnahmen deuten Beschläge an einem der nördlichen Portale hin. Gegen Ende des Zweiten Weltkrieges brannte die Kirche durch Kampfeinwirkung bis auf die Grundmauern aus, im folgenden Jahr stürzten der östliche Langhauspfeiler an der Nordwand, die Gewölbe des östlichen Mittelschiffs und des nördlichen Seitenschiffs und ein Teil der Obergaden ein. Danach wurde die Oberkirche wieder aufgebaut. Am 1. Juni 1955 wurde die Kirche neu eingeweiht, 1960 wurde das Gewölbe verschlossen. Im Jahr 1965 konnten die letzten Fenster eingesetzt werden. Die Baumaßnahmen bis zur Fertigstellung 1979 wurden aus einem Kirchenbauprogramm in der DDR finanziert. Zwischen 1993 und 1995 erfolgte eine Modernisierung des Kirchendachs und danach die Restaurierung der Innenräume. Die Arbeiten wurden 2008 abgeschlossen.

## Architektur und Baubeschreibung

### Langhaus und Anbauten

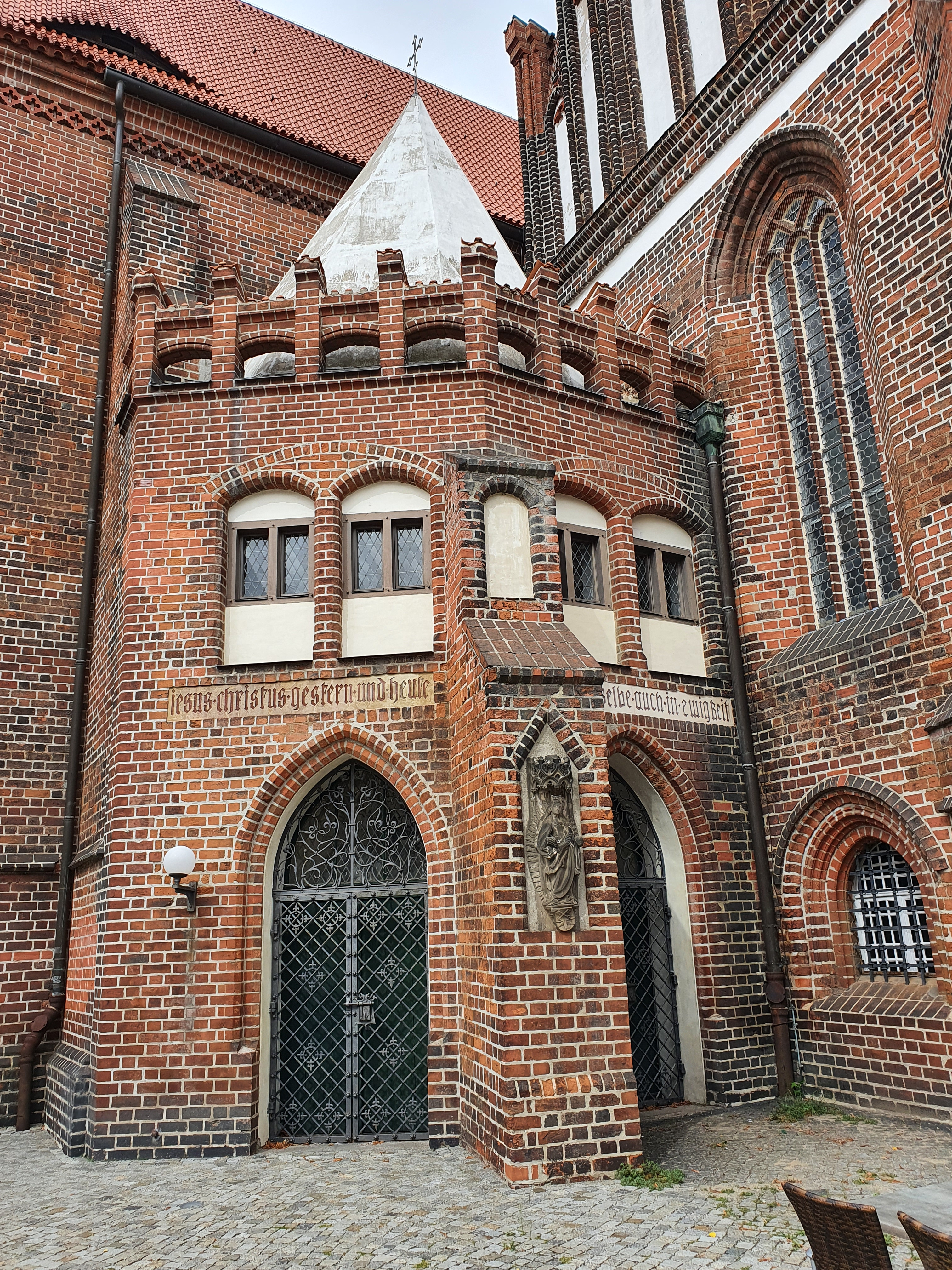
Südlicher Eckturm (2022)

Die Kirche ist eine dreischiffige Hallenkirche aus Backsteinen mit einem Umgangschor. Das Äußere des Langhauses und des Chors der Kirche ist durch abgestufte Strebepfeiler und dazwischen liegende hohe mehrteilige Spitzbogenfenster mit Maßwerk bestimmt. Die einzelnen Portale, insbesondere das größere Nordportal und das Eingangsportal im Westturm, sind durch Rund- und Birnstäbe profiliert. Das östlich gelegene Nordportal ist mit schmiedeeisernem Beschlagwerk versehen, das auf die Umbauarbeiten in den Jahren 1910 und 1911 datiert ist. Unterhalb des Traufgesims setzt Vierpassfries an. Um den Chor befand sich an dieser Stelle ursprünglich ein einfaches Putzband, das 1910 an den Rest des umlaufenden Fries angeglichen wurde. Die Dächer der Seitenschiffe wurden bei den Umbaumaßnahmen abgesenkt, wodurch das Mittelschiff hervorgehoben wird.
An der Nordwand des Altarraums ist eine zweigeschossige Sakristei angebaut, sie geht über zwei Joche. Das Satteldach liegt parallel zum Langhaus der Kirche, die Schmalseiten sind mit Staffelgiebeln und spitzbogigen Blenden ausgeführt. An die Sakristei schließt sich die achteckige Nord- und jetzige Taufkapelle an, die mit einem massiven und verputzten Spitzhelm abgeschlossen wird. Auf der Traufe der Kapelle wurde 1911 ein attikaähnlicher durchbrochener Dachschmuck aufgesetzt. An der Südseite der Oberkirche liegt die etwas breitere, aber ebenfalls zweijochige Südkapelle mit einem etwas aufwändigerem Staffelgiebel mit Fialen, Taustäben und über die gesamte Höhe reichenden Blenden im westlichen Giebel. Westlich davon befindet sich eine zu Beginn des 16. Jahrhunderts angebaute polygonale Portalvorhalle. Deren Abschluss ähnelt der Taufkapelle mit einem ebenfalls verputzten Spitzhelm und Traufaufsatz.

### Kirchturm

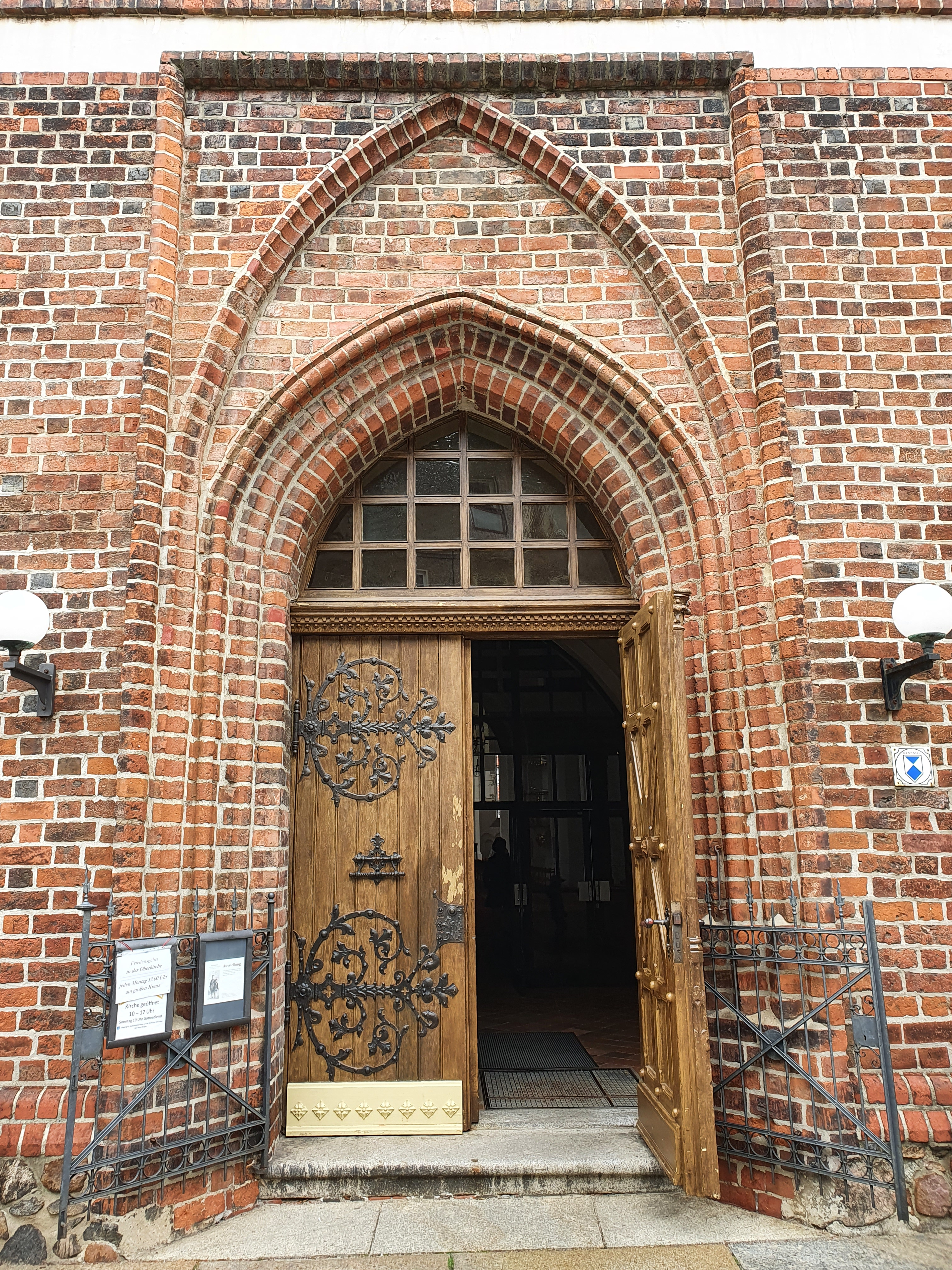
Turmportal (2022)

Der Kirchturm befindet sich nicht in der Achse des Gebäudes, sondern ist nach Norden verschoben. Er steht auf einem Sockel aus Feldsteinen und hat einen dreigeschossigen querrechteckigen Unterbau, gefolgt von einem durch Einziehung quadratischen Geschoss und dem an den Seiten abgeschrägten Glockengeschoss. Das Untergeschoss ist ungegliedert mit einem spitzbogigen Westportal aus einer rechteckigen zweiflügeligen Eingangstür mit reichhaltigem Beschlagwerk. An Nord- und Südseite befindet sich dort jeweils ein Spitzbogenfenster. Die beiden darüber liegenden Geschosse sind mit horizontalen Blendstreifen getrennt und mit aufgereihten Spitzbogenblenden gegliedert. Die Glockenstube ist durch hohe spitzbogige und mit Maßwerk versehene Schallluken geöffnet und mit Blendenschmuck versehen.
Über dem Glockengeschoss liegt ein im Stil des Barock ausgeführter achtseitiger Aufsatz mit rechteckigen Fenstern. Abgeschlossen wird der Turm durch eine Schweifhaube und eine Zwiebelhaube mit dazwischen liegender Laterne. Der Turmaufsatz wurde erst 1988 rekonstruiert, nachdem er im Zweiten Weltkrieg zerstört worden war. Der 55 Meter hohe Turm kann als Aussichtsturm bestiegen werden und bietet einen guten Ausblick auf Cottbus.

### Innenraum
Die hohe und weiträumige Stufenhalle wird von kräftigen Achteckpfeilern gestützt und ist mit reichen Gewölbeformen verziert. Die starke Überhöhung des Kirchenschiffs ist in der Niederlausitz einzigartig. Der Altarraum ist mit lisenenartigen Wandvorlagen gegliedert und im Sockelbereich mit stichbogigen Zwillingsblenden aufgelockert. Der Übergang zwischen Altarraum und Langhaus wird durch ein besonders kräftiges Pfeilerpaar mit abgeschrägten Ecken hervorgehoben. An der nördlichen Seitenschiffswand sowie in der Nordkapelle befinden sich gereihte Rundbogennischen. Die Wand- und Gewölbemalereien sind bereits durch den Cottbuser Stadtbrand im Jahr 1600 weitgehend verloren gegangen, Reste wurden beim Wiederaufbau der Kirche im Jahr 1951 freigelegt. Die Gemälde am südöstlichen Chorpfeiler zeigen die Heiligen Antonius von Padua, Jakobus der Ältere und Paulus; am dritten Pfeiler von Süden ist das Fragment einer Verspottung Christi erhalten. Die Malerei am nördlichen Chorostpfeiler zeigt die Kreuztragung Christi. Die Malereien stammen aus den 1470er Jahren und wurden bis 1993 restauriert.
Das Turmuntergeschoss als Eingangsbereich der Kirche ist mit Zellengewölbe versehen, das an der Westwand auf Maskenkonsolen aufgestützt ist. An den Wänden befinden sich dort große Spitzbogennischen. Im Turmobergeschoss sind Reste eines zweijochigen Kreuzrippengewölbes erhalten. Die Sakristei hat im Untergeschoss ein schlusssteinloses Kreuzrippengewölbe auf Konsolen und im Obergeschoss ein nachträglich aufgebautes Sterngewölbe. Die Nord- und die Südkapelle sind jeweils mit Parallelrippengewölbe versehen. Im Obergeschoss der Südkapelle ist das Gewölbe mit dem Pantokrator bemalt. Die an die Südkapelle angrenzende Portalvorhalle ist mit einem Gratgewölbe überzogen. In der Strebepfeilernische steht die Kopie einer spätgotischen Skulptur der Maria als Himmelskönigin. Diese wurde 1911 angefertigt; bis dahin befand sich an der gleichen Stelle das Original, das in die Turmhalle umgestellt wurde.

## Ausstattung

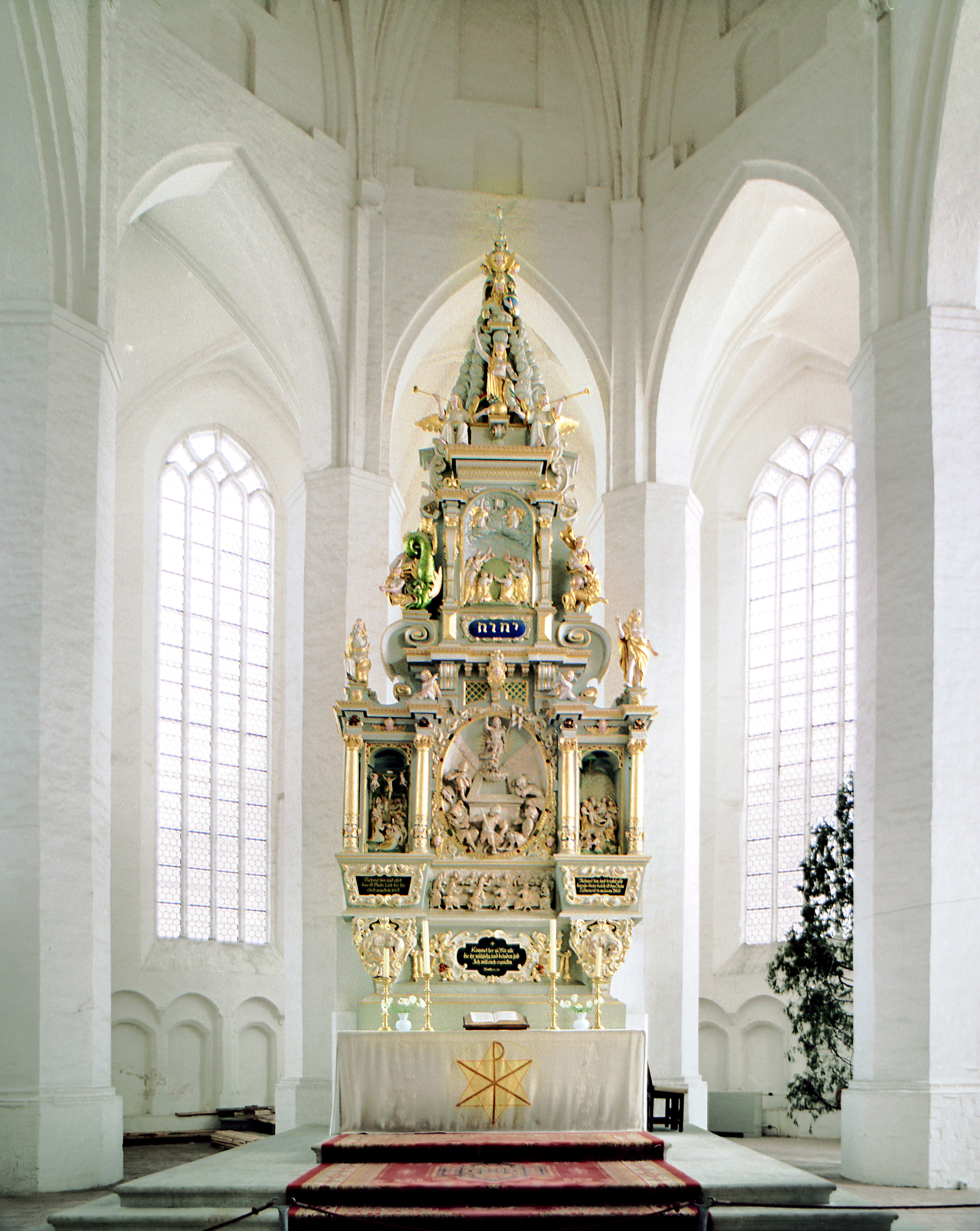
Altar der Kirche (1986)
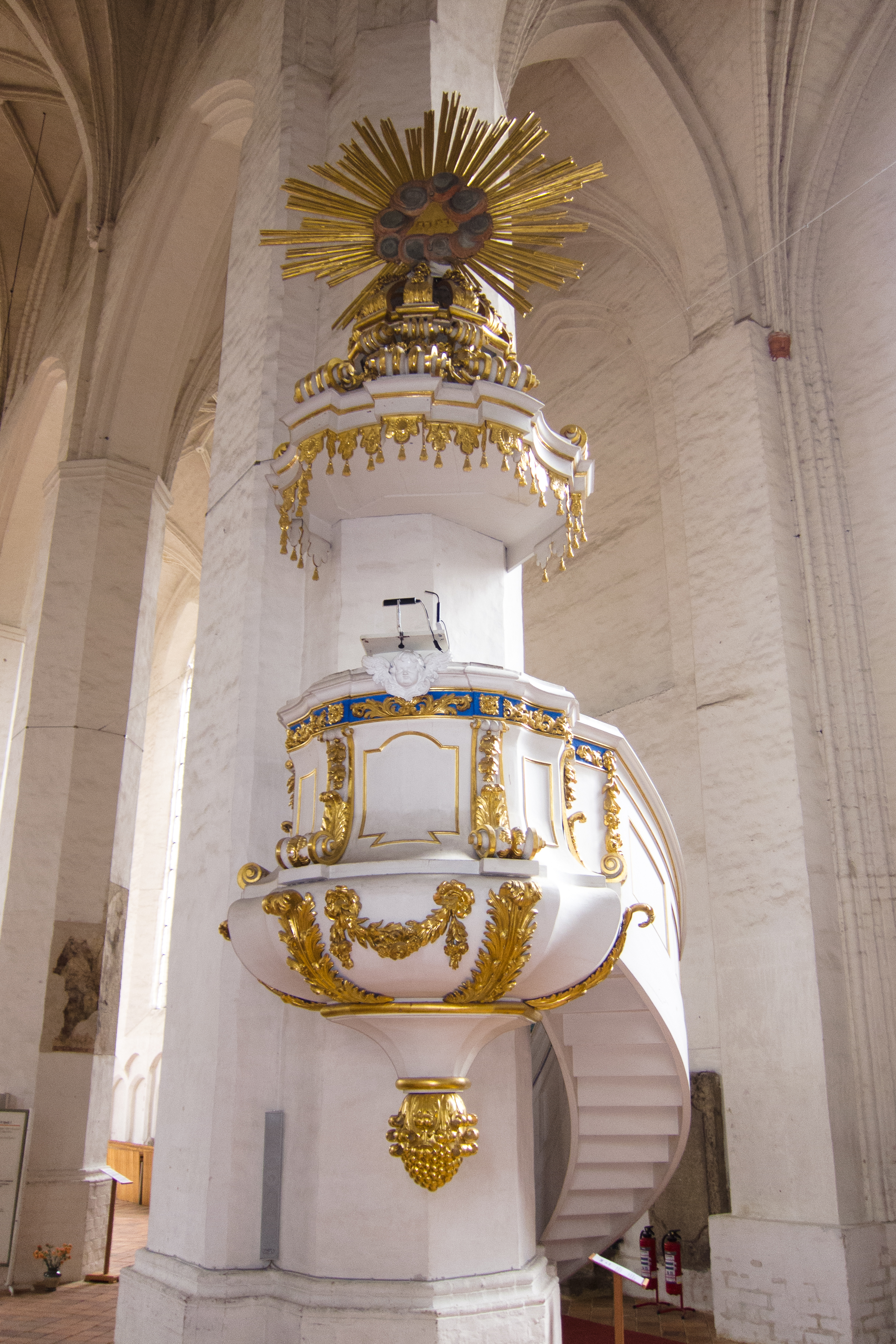
Kanzel (2011)
Orgelprospekt von 1759
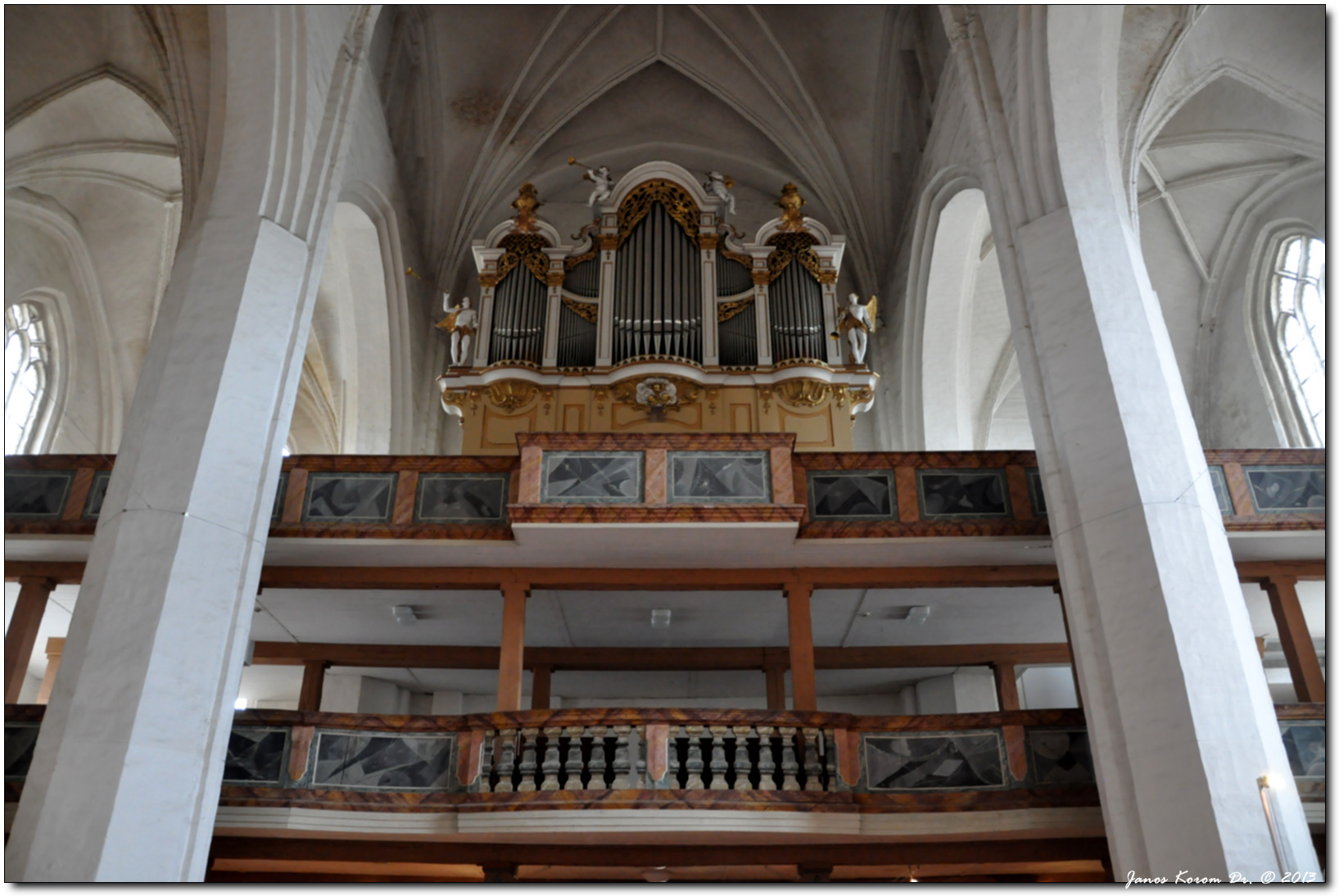
Ansicht der gesamten Westempore (2013)
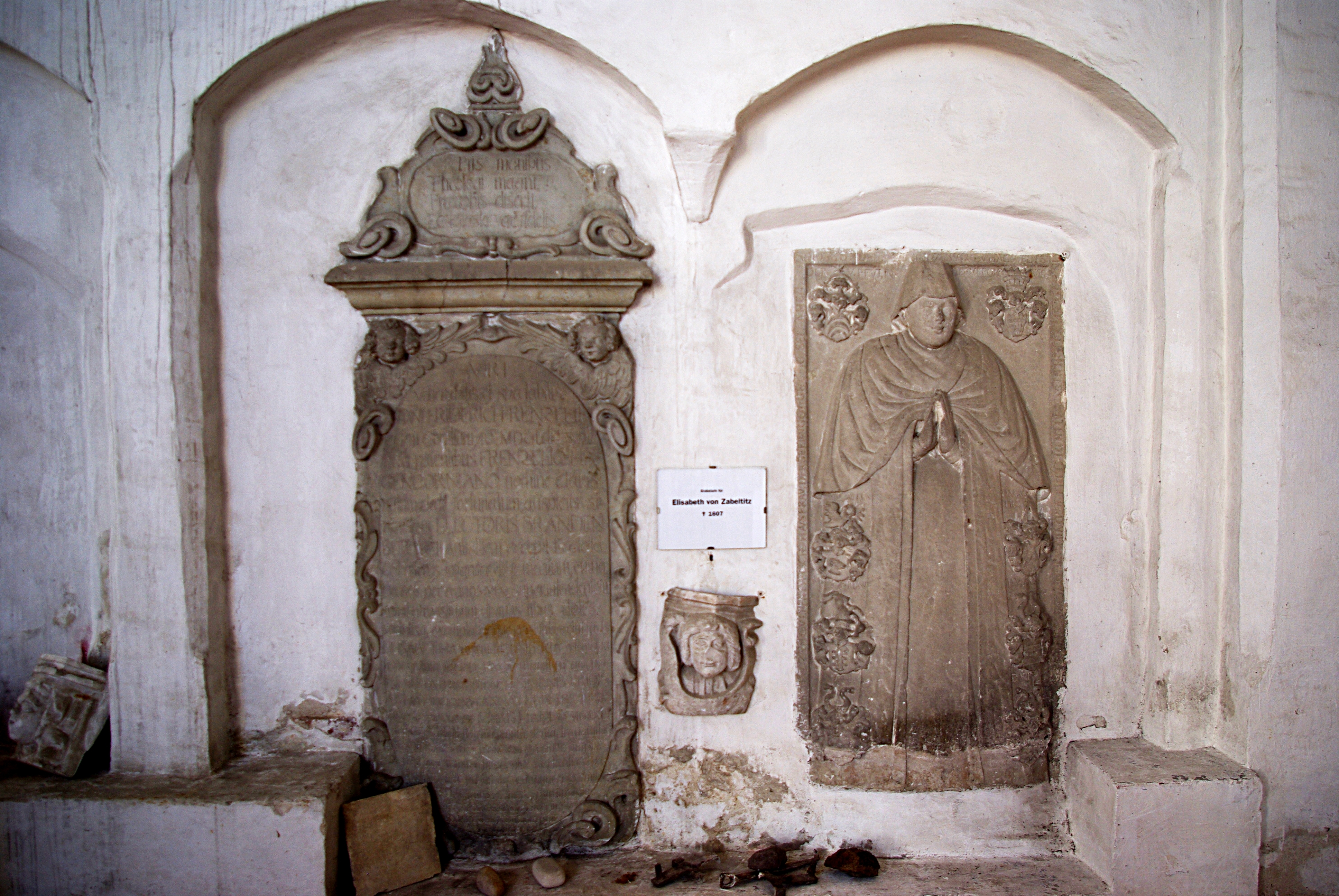
Grabstein für Elisabeth von Zabeltitz (rechts) und Friedrich Frenzel (links), 2010
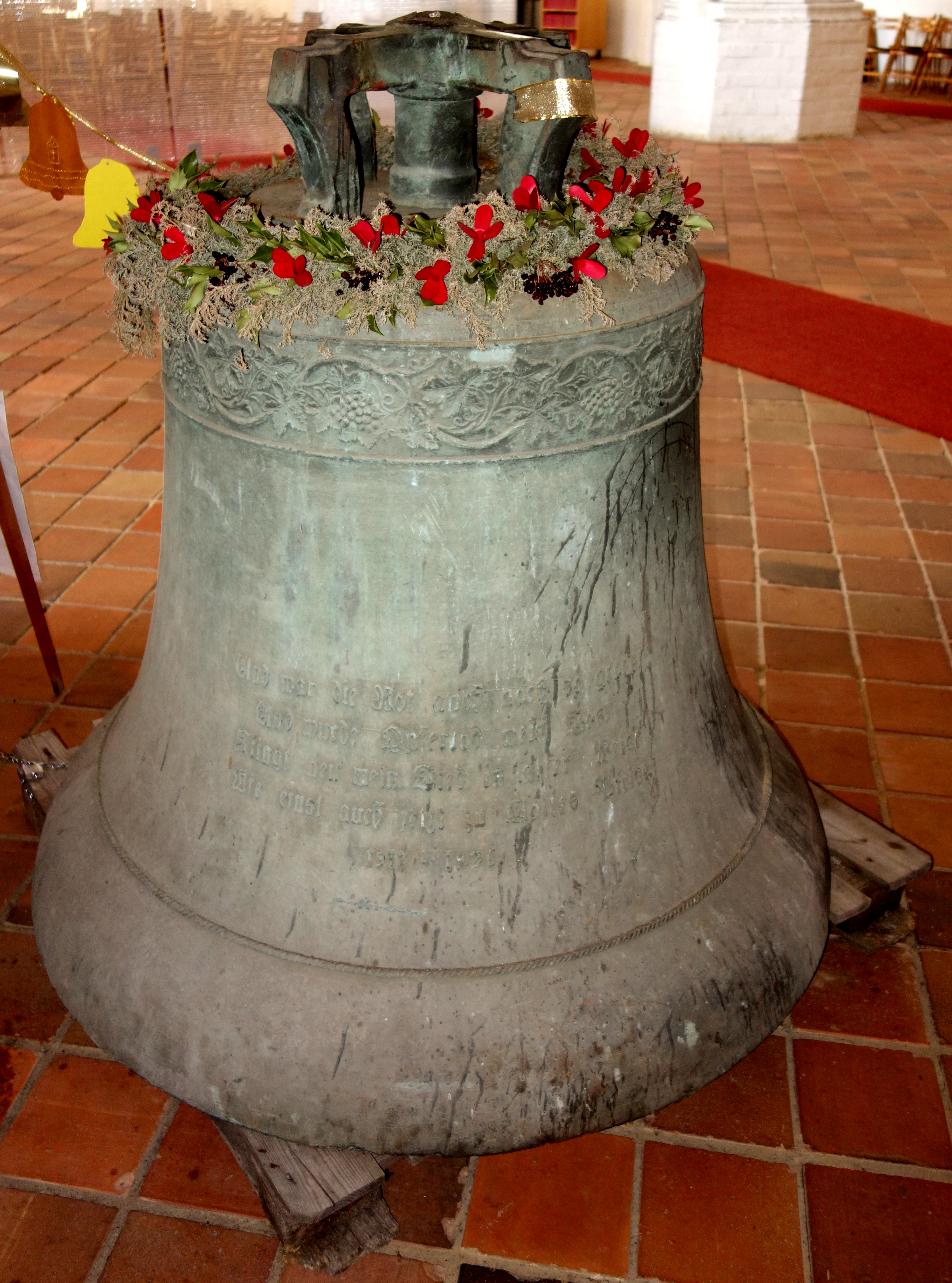
Lutherglocke im Innenraum
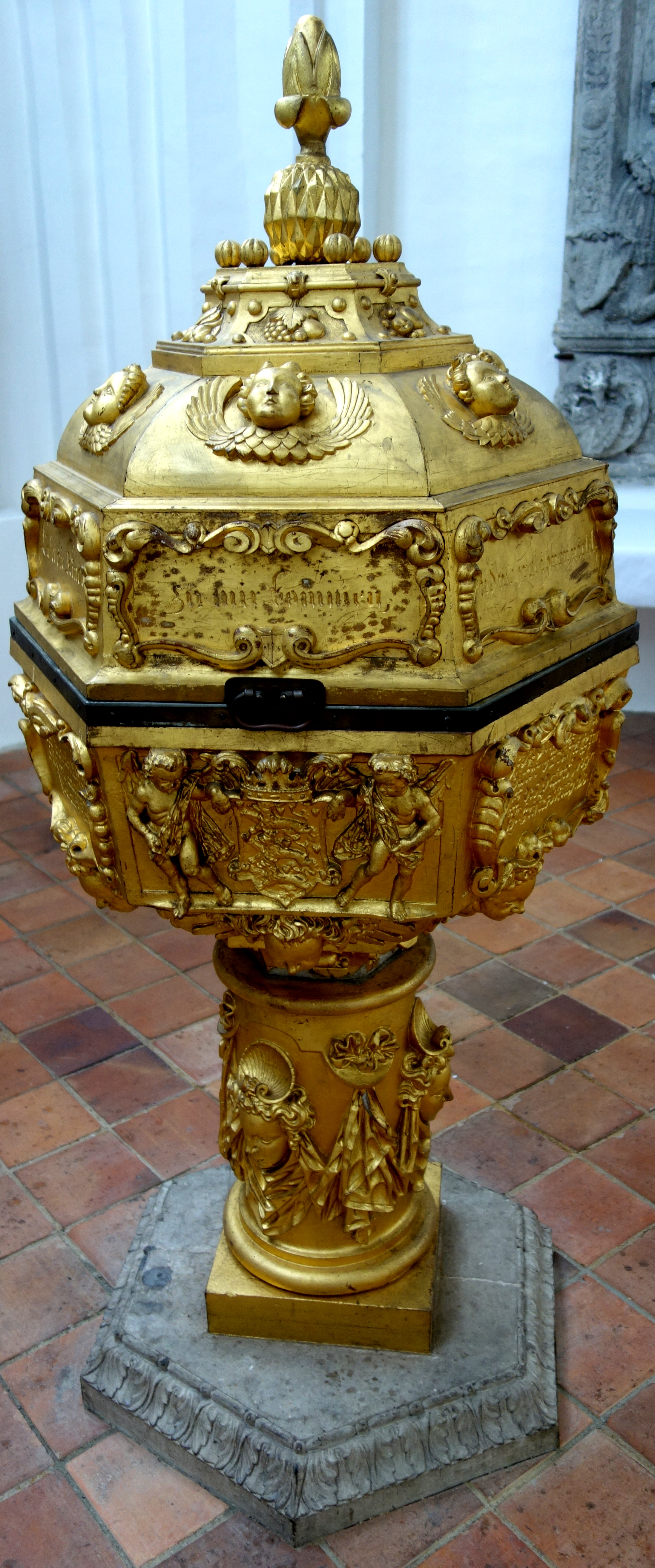
Taufbecken

### Altar, Kanzel und Taufbecken
Durch die Zerstörung der Nikolaikirche im Jahr 1945 ist der größte Teil der historischen Ausstattung verloren gegangen. Lediglich der Altaraufsatz aus dem Jahr 1661 (nach anderen Angaben 1664) ist erhalten. Dieser ist ein Werk des Frühbarock und wurde von dem Bildhauer Andreas Schultze aus Torgau angefertigt. Der hölzerne Abschluss des Retabels wurde 1945 zerstört und danach rekonstruiert, zwischen 1953 und 1964 erfolgte die Restaurierung des Aufsatzes. Dabei wurde die ursprüngliche Farbfassung abgelaugt, später erhielt der Altaraufsatz eine neue Farbfassung und Vergoldungen in Anlehnung an den historischen Zustand. Der Altaraufsatz ist mehrgeschossig, elf Meter hoch und zeigt ein figürliches Relief. Im Sockel befindet sich ein Bild der Geburt Christi, in der Predella ein Bild des Abendmahls. Im Hauptfeld befindet sich ein Bild von Christi Auferstehung. Der Aufbau ist mit Ohrmuschel- und Knorpelwerk verziert. Die ehemaligen Altarwangen mit dem Stadtwappen wurden abgebaut und waren bis 1945 im Stadtmuseum gelagert, seitdem sind sie verschollen. Der Altarunterbau ist von dem Vorgängeraltar aus dem Jahr 1574 erhalten.
Die Kanzel aus Holz wurde 1736 für die Franziskanerkirche in Frankfurt (Oder) gebaut und im Jahr 1972 aus der inzwischen profanierten Kirche nach Cottbus umgestellt. Die weiß-gold-blaue Farbfassung wurde vermutlich bei einer Instandsetzung im Jahr 1958 hinzugefügt, in den Jahren 1979 und 1980 wurde die Kanzel restauriert. Der Kanzelkorb verfügt über ein Dekor aus Akanthusmotiven und Blütengehängen, der Schalldeckel ist mit Quasten behangen und mit einem Gottesauge im Strahlenkranz abgeschlossen. Das Taufbecken aus Sandstein wurde im frühen 17. Jahrhundert angefertigt und ist vergoldet. Es stand ursprünglich in der Kirche des Schlosses Lichtenburg in Prettin. Die sechseckige Kuppa ist an der Unterseite mit Puttenköpfen besetzt. Die Westempore wurde 1975 eingebaut. Sie ist aus Teilen der Emporen aus den Dorfkirchen in Jessen bei Spremberg und Cröbern bei Leipzig konstruiert, die jeweils zugunsten von Braunkohletagebauen abgerissen wurden.

### Orgeln
Der barocke, reich vergoldete Orgelprospekt mit musizierenden Engeln und Putten wurde 1759 von Johann Gottfried Stecher erbaut, die dazugehörige Orgel von 1756 bis 1759 von Johann Georg Schön und Adam Gottfried Oehme hergestellt. Das Instrument stammt aus der 1906 abgebrochenen Stadtkirche von Hainichen bei Chemnitz, wobei das Orgelwerk im Jahr 1984 durch ein Werk der Bautzener Orgelbaufirma Eule ersetzt wurde; der Prospekt wurde ebenfalls inzwischen erneuert.
Disposition
Das Instrument hat 50 Register auf drei Manualen und Pedal. Die Spieltrakturen sind mechanisch, die Registertrakturen sind elektrisch.
| I Hauptwerk C–a3   |       |
| Pommer             | 16′   |
| Prinzipal          | 8′    |
| Rohrflöte          | 8′    |
| Oktave             | 4′    |
| Spitzflöte         | 4′    |
| Quinte             | 2 ⁄3′ |
| Oktave             | 2′    |
| Nachthorn          | 2′    |
| Cornett III–V      |       |
| Großmixtur IV–V    |       |
| Kleinmixtur III–IV |       |
| Fagott             | 16′   |
| Trompete           | 8′    |

| II Schwellwerk C–a3   |        |
| Stillgedackt          | 16′    |
| Spitzprinzipal        | 8′     |
| Koppelflöte           | 8′     |
| Salizional            | 8′     |
| Schwebung             | 8′     |
| Oktave                | 4′     |
| Blockflöte            | 4′     |
| Nasat                 | 2 ⁄3′  |
| Spitzoktave           | 2′     |
| Terz                  | 1 3⁄5′ |
| Quinte                | 1 ⁄3′  |
| Sifflöte              | 1′     |
| Prinzipal Mixtur V–VI |        |
| Spillregal            | 16′    |
| Cromorne              | 8′     |
| Tremulant             |        |

| III Brustwerk C–a3 |       |
| Holzgedackt        | 8′    |
| Quintadena         | 8′    |
| Prinzipal          | 4′    |
| Rohrflöte          | 4′    |
| Oktave             | 2′    |
| Spitzquinte        | 1 ⁄3′ |
| Septime            | 1 ⁄7′ |
| Sesquialter II     |       |
| Zimbel III         |       |
| Rohrschalmei       | 8′    |
| Tremulant          |       |

| Pedalwerk C–f1  |         |
| Prinzipalbaß    | 16′     |
| Subbaß          | 16′     |
| Quintbaß        | 10 2⁄3′ |
| Oktavbaß        | 8′      |
| Gedacktbaß      | 8′      |
| Choralbaß       | 4′      |
| Pommer          | 4′      |
| Rohrpfeife      | 2′      |
| Rauschpfeife IV |         |
| Posaune         | 16′     |
| Trompete        | 8′      |
| Clairon         | 4′      |
| Tremulant       |         |

- Koppeln:  II/I, III/I, III/II, I/P, II/P, III/P
- Spielhilfen: 32-fache Setzeranlage, Tremulanten stufenlos einstellbar, Registercrescendo, Einzelabsteller (Zungen)

Außerdem steht in der Bonhoeffer-Kapelle eine neunregistrige Vleugels-Orgel von 1966, die auch von der Hauptorgel als Fernwerk gespielt werden kann und eine Kleinorgel von Ulrich Fahlberg befindet sich in der Sakristei. Das einregistrige Positiv von Eule aus dem Jahr 1989 ist transportabel.

### Geläut
Das Geläut besteht aus drei Glocken; die große Glocke hat einen Durchmesser von 1,64 Meter, wiegt 2880 Kilogramm und wurde wie auch die mittlere Glocke von Franz Sebastian Voillard im Jahre 1671 gegossen. Sie ist reich verziert, unter anderem mit dem Stadtwappen, einer Kreuzigungsgruppe und einer Madonna. Der Durchmesser der mittleren Glocke beträgt 1,4 Meter. Sie ist 2070 Kilogramm schwer, erzeugt den Schlagton e tief und ist mit einer Mondsichelmadonna und einer Kreuzigungsgruppe geschmückt. Die dritte und kleinste Glocke ist 650 kg schwer und erzeugt den Schlagton g tief. Alle mussten im Ersten Weltkrieg zu Kriegszwecken abgeliefert werden. Die kleinste Glocke wurde 1909 in der Gießerei Franz Schilling und im Jahr 1926 durch die kleine Glocke der Lutherkirche in Cottbus ersetzt. Diese und die beiden größeren Glocken fanden nach dem Zweiten Weltkrieg, wo sie wiederum zu Rüstungszwecken abgeliefert und auf einem Glockenfriedhof zwischengelagert worden waren (siehe Metallspende des deutschen Volkes), ihren Weg 1948 wieder nach Cottbus zurück.
Ende August 2022 wurde mit einer Erneuerung des Geläuts begonnen. Neben einer Restaurierung der beiden Glocken von 1671 wurden in der Glockengießerei Grassmayr in Innsbruck zwei neue Glocken gegossen. Die sogenannte „Lutherglocke“ wurde stillgelegt. Um das Gewicht der neuen Glocken tragen zu können, erfolgte des Weiteren der Bau eines neuen Glockenstuhls. Am 7. Dezember 2022 wurde das Geläut in den Turm gehoben, nach der Beendigung der Bauarbeiten wurden die neuen Glocken am 3. März 2023 eingeläutet. Die Sanierungskosten von rund 360.000 Euro wurden überwiegend aus Spendengeldern finanziert.
Übersicht
| Glocke | Name              | Gussjahr | Durchmesser | Masse   | Schlagton |
| ------ | ----------------- | -------- | ----------- | ------- | --------- |
| 1      | –                 | 1671     | 1645 mm     | 2880 kg | c′        |
| 2      | –                 | 1671     | 1480 mm     | 2070 kg | des′      |
| 3      | Versöhnungsglocke | 2022     | 1270 mm     | 1340 kg | e′        |
| 4      | Taufglocke        | 2022     | 1110 mm     | 0900 kg | g″        |

### Grabdenkmäler
Im Chor befindet sich ein aufwändig gestalteter Figurengrabstein für den Amtshauptmann Gebhard von Alvensleben (1584–1627) aus Sandstein mit einem Relief des Verstorbenen als Feldherr mit Adelsprobe. Auf der Südseite steht der Grabstein der Elisabeth von Zabeltitz (gestorben 1607), außerdem hier und an der Nordseite des Chores vier beschädigte figürliche Grabplatten für Kinder aus der zweiten Hälfte des 17. Jahrhunderts. Von den weiteren Inschriftgrabsteinen sind unter anderem jene für die Superintendenten Friedrich Frenzel (gestorben 1652) und Otto Prästorius (gestorben 1664) erwähnenswert.
An der Nordseite des Kirchenschiffs hängt ein Epitaph des Amthauptmannes Heinrich von Pack dem Älteren (gestorben 1554). In der Nordkapelle befindet sich ein Grabmal für Emerenciana von Pack, 1545 vom Dresdner Bildhauer Christoph Walther I geschaffen. Letzteres zeigt die Verstorbene mit ihren beiden Kindern vor einem von Pilastern gerahmten Rundbogenfeld. Ein weiterer dort erhaltener Grabstein ist der für die Kinder Johann und Martin Krieger aus dem Jahr 1661.